# Pimpinella liana
Pimpinella liana là một loài thực vật có hoa trong họ Hoa tán. Loài này được M. Hiroe miêu tả khoa học đầu tiên năm 1958.